# 羽轴丝瓣芹
羽轴丝瓣芹（学名：Acronema nervosum）是伞形科丝瓣芹属的植物。分布在锡金、印度以及中国大陆的西藏等地，生长于海拔4,100米至4,470米的地区，多生长于山坡林下，目前尚未由人工引种栽培。